# Canicola (film 2001)
Canicola (Hundstage) è un film del 2001, diretto dal regista Ulrich Seidl.
Il film ha vinto il Leone d'argento - Gran premio della giuria al festival di Venezia.

## Trama
In un weekend di agosto, la periferia a sud di Vienna è colpita da un caldo opprimente. In questo scenario si svolgono sei storie di infelicità, violenza e solitudine.